# Couro fervido

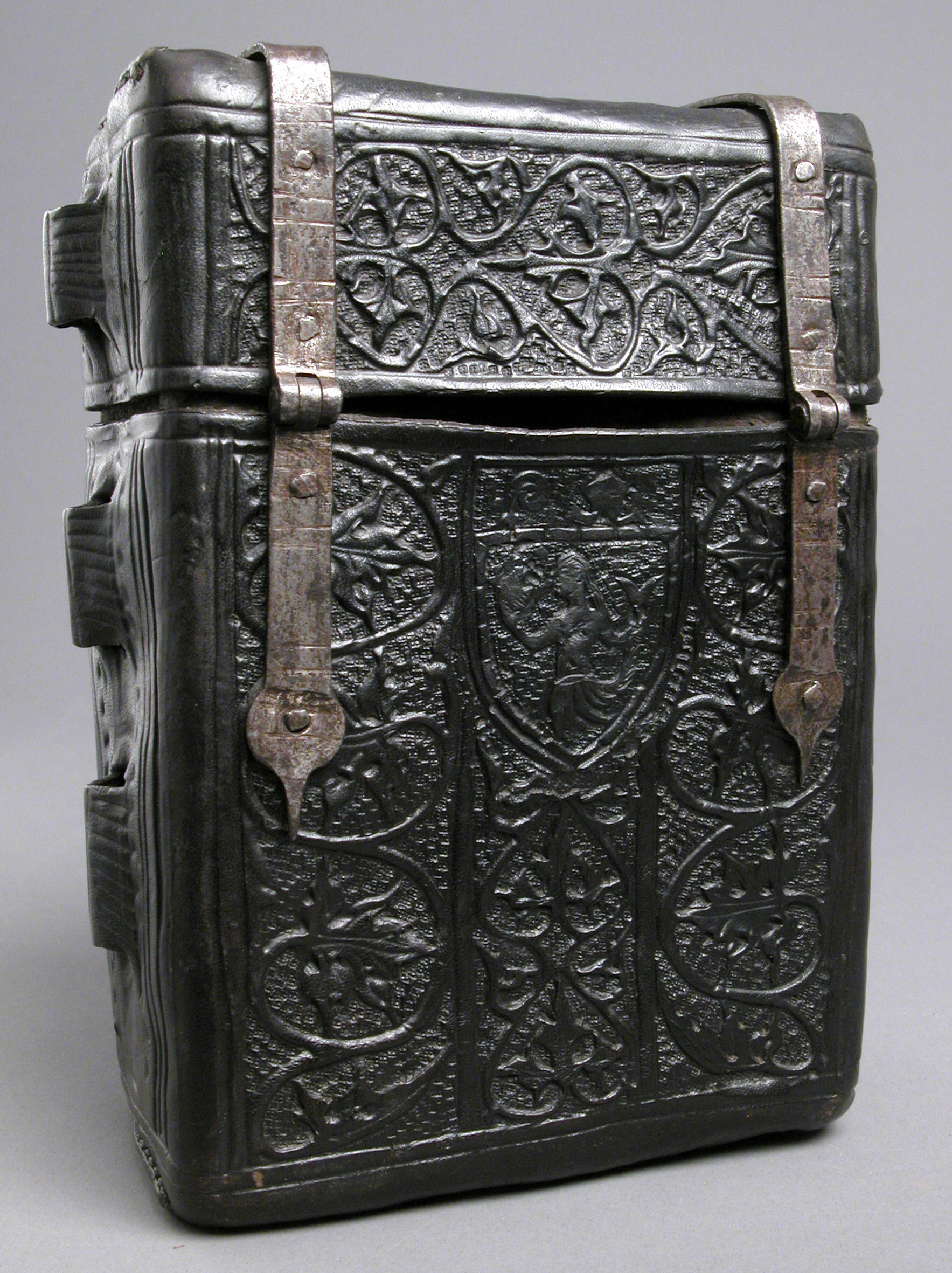
Estojo para um livro, com acessórios para um cordão de transporte, século XV. O brasão de armas (do outro lado) sugere que foi feito para um bispo.

O couro fervido, muitas vezes chamado de cuir bouilli [francês: [kɥiʁ buji], era um material histórico comum na Idade Média e no início da Idade Moderna usado para várias finalidades. Era um couro tratado de modo que se tornasse resistente e rígido, além de ser capaz de manter a decoração moldada. Era o material usual para os robustos estojos de transporte feitos para peças importantes de metal, instrumentos como astrolábios, conjuntos pessoais de talheres, livros, canetas e afins. Era usado em algumas armaduras, por ser muito mais barato e muito mais leve do que a armadura de placas, mas não podia proteger de um golpe direto de uma lâmina, nem de um tiro.
Os nomes alternativos são "couro moldado" e "couro endurecido". Durante a fabricação do material, ele se torna muito macio e pode ser pressionado em um molde para obter a forma e a decoração desejadas, o que a maioria dos exemplos remanescentes possuem. Peças como baús e cofres costumam ter um núcleo interno de madeira.
Várias receitas para fazer couro fervido sobreviveram e não concordam entre si; provavelmente havia uma série de receitas, refletindo em parte os diferentes usos finais. O couro curtido com tanino vegetal é geralmente especificado. Os estudiosos debateram longamente o assunto e tentaram recriar o material histórico. Muitas fontes, mas não todas, concordam que o processo envolvia a imersão do couro em água, mas não a fervura propriamente dita.

## Uso militar

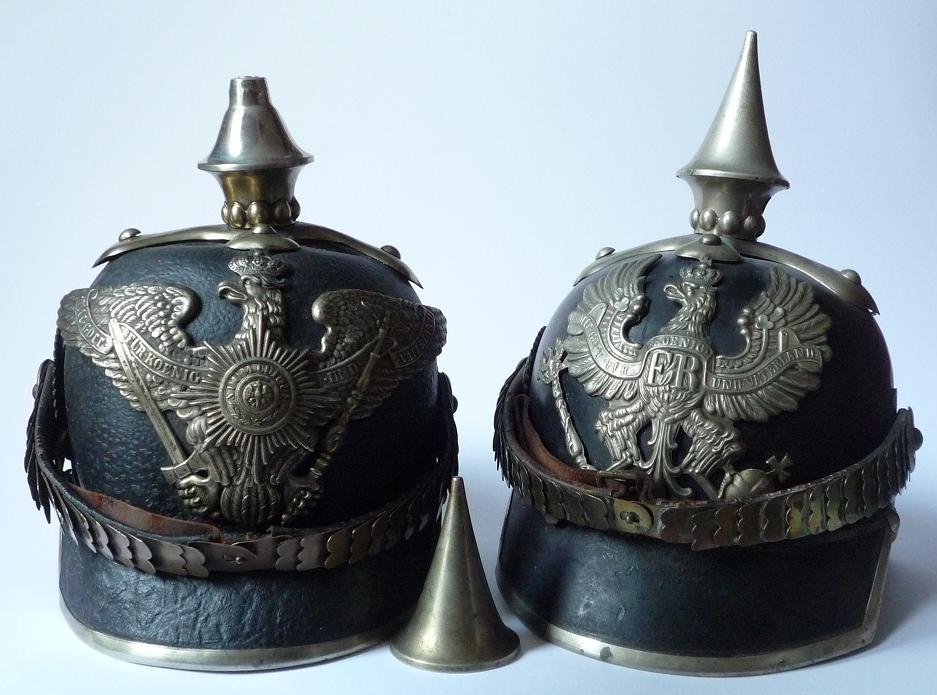
Pickelhaube alemão, c. 1860

O couro fervido era usado como armadura leve e barata, embora fosse muito menos eficaz do que a armadura de placas, que era extremamente cara e muito pesada para ser usada pela infantaria (em oposição aos cavaleiros que lutavam a cavalo). No entanto, o couro fervido podia ser reforçado contra golpes cortantes com a adição de faixas ou tiras de metal, especialmente em capacetes. Experimentos modernos com couro fervido simples mostraram que ele pode reduzir consideravelmente a profundidade de um ferimento de flecha, especialmente se for revestido com um mineral triturado misturado com cola, como recomendou um autor árabe medieval.
Além disso, "a armadura baseada em couro tem a vantagem única de poder, in extremis, fornecer alguma nutrição" quando de fato fervida. Josefo registra que os defensores judeus no cerco de Jerusalém no ano 70 d.C. foram reduzidos a comer seus escudos e outros equipamentos de couro, assim como a expedição espanhola de Tristan de Luna em 1559.

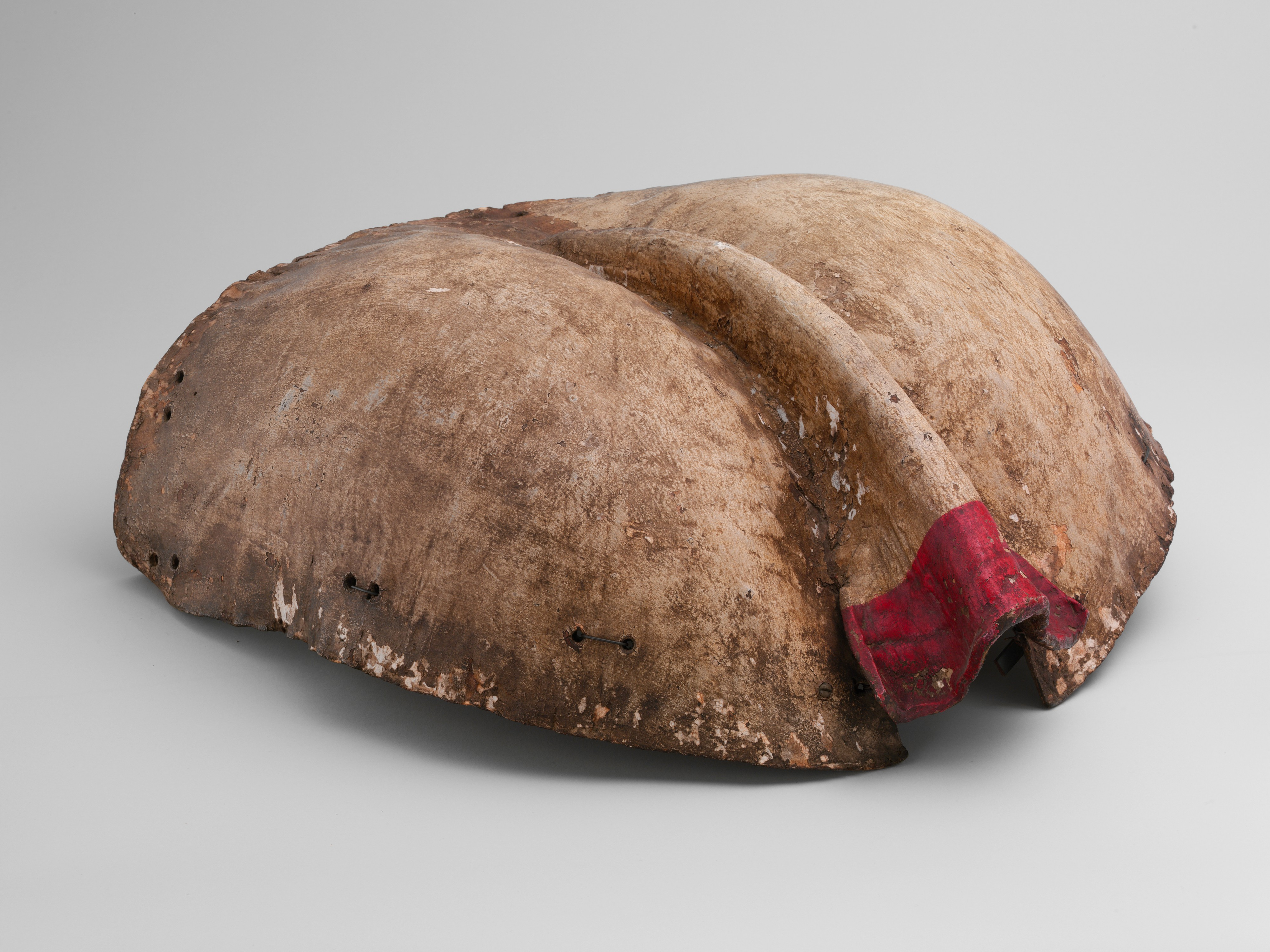
Placa de escora para armadura de cavalo, século XVI, norte da Europa

Versões do couro fervido foram usadas desde a antiguidade, especialmente para escudos, em muitas partes do mundo. Embora, em geral, o couro não sobreviva a longos períodos de sepultamento e as evidências arqueológicas escavadas sejam raras, um escudo irlandês de couro fervido com formadores de madeira, depositado em um pântano de turfa, sobreviveu por cerca de 2.500 anos. Era um material comumente usado no mundo ocidental para capacetes; o pickelhaube, o capacete alemão padrão, só foi substituído por um stahlhelm de aço em 1916, no meio da Primeira Guerra Mundial. Como o couro não conduz o calor como o metal, os bombeiros continuaram a usar capacetes de couro cozido até a Segunda Guerra Mundial e a invenção de plásticos resistentes.
A palavra cuirass (couraça) para um peitoral indica que eles eram originalmente feitos de couro. No final da Idade Média, o auge da armadura de placas, o couro fervido continuou a ser usado até mesmo pelos ricos para armaduras de cavalos e, muitas vezes, para armaduras de torneios, bem como por soldados de infantaria comuns. Os torneios foram cada vez mais regulamentados para reduzir o risco de vida e, em 1278, Eduardo I da Inglaterra organizou um no Windsor Great Park, no qual a armadura de couro fervido foi usada e o rei forneceu espadas feitas de osso de baleia e pergaminho.

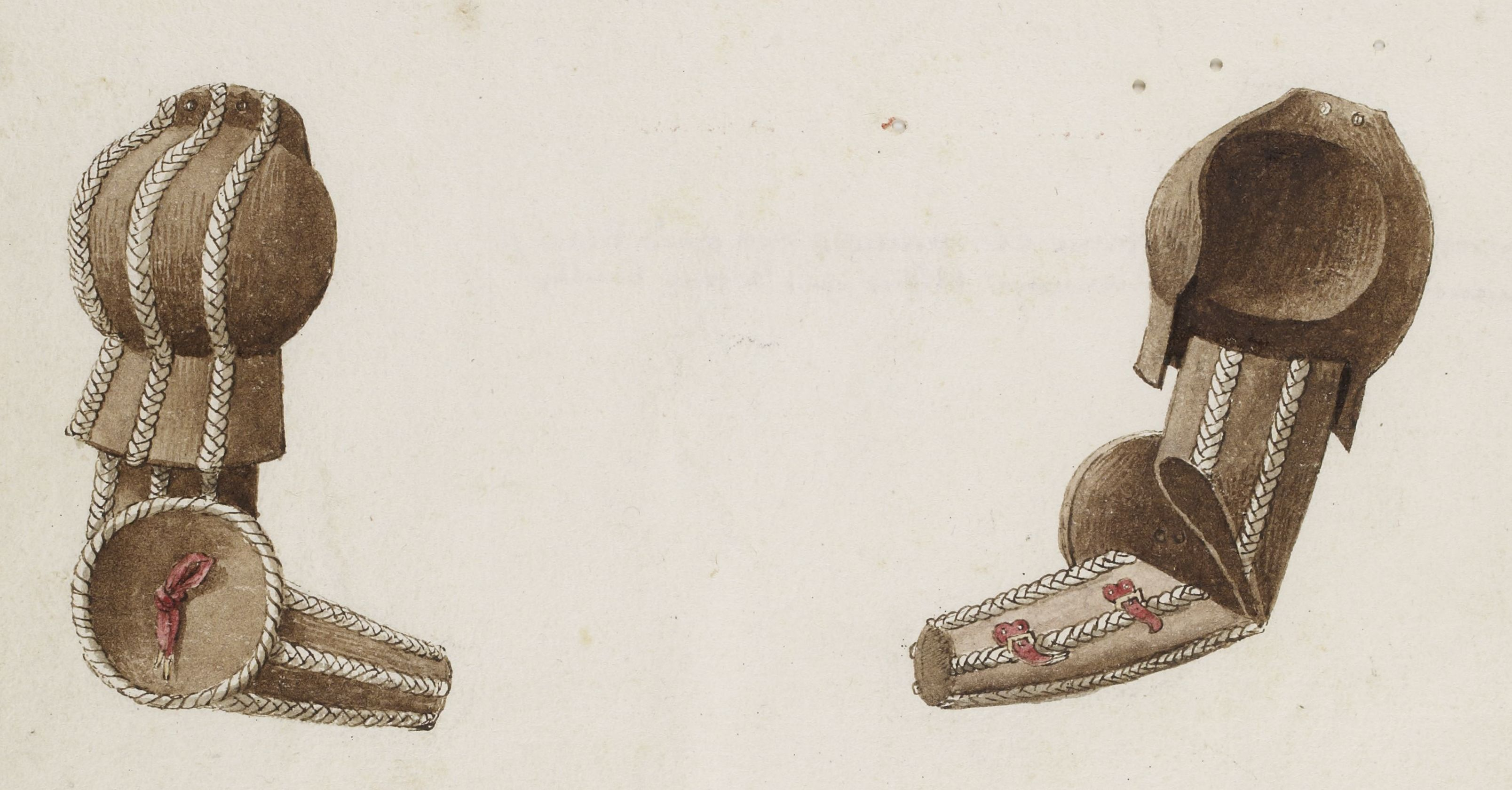
Projeto de armadura de couro fervido para torneios, de Le Livre des tournois, década de 1460

O relato da Batalha de Azincourt em 1415 por Jean de Wavrin, que estava presente no lado francês, descreve a força crucial dos arqueiros ingleses como tendo em suas cabeças capacetes de couro fervido, ou de vime com tiras de ferro, ou nada (os últimos, diz ele, também estavam descalços).
Algumas peças de armadura romana para cavalos em couro fervido foram escavadas. Evidências de documentos como inventários mostram que ela era comum no final da Idade Média e no Renascimento, e usada pelos escalões mais altos, mas os sobreviventes são muito poucos. Em 1547, o Mestre de Armaria da Torre de Londres encomendou 46 conjuntos de bardos e crinetes em preparação para a invasão final da Escócia na guerra conhecida como Rough Wooing. Em setembro daquele ano, a cavalaria inglesa foi crucial para a vitória decisiva na Batalha de Pinkie Cleugh. O conde alemão Palatino do Reno tinha seis conjuntos de armadura de cavalo em couro fervido para uso próprio e de sua família no século XVI. Geralmente, o xale para a cabeça do cavalo era de aço, embora também sejam conhecidos os de couro.
O couro fervido também era muito comum para bainhas. Entretanto, os espécimes sobreviventes de armaduras de couro são raros, mais do que os vários tipos de contêineres civis. Acredita-se que muitas peças de couro são retratadas em monumentos tumulares esculpidos, onde são mais decoradas do que as peças de metal.
O material é mencionado nas Crônicas da Guerra dos Cem Anos, de Froissart, e por Geoffrey Chaucer, em seus Contos de Canterbury, escritos no final dos anos 1300, diz o cavaleiro Sir Thopas:
| Hise jambeux were of quyrboilly, His swerdes shethe of yvory, His helm of laton bright, His sadel was of rewel-boon, His brydel as the sonne shoon, Or as the moone light. | Suas grevas eram de cuir-bouilli, A bainha de sua espada era de marfim, Seu elmo de latão brilhante, Sua sela era de osso polido, E como o sol brilhava seu freio, Ou como a luz da lua cheia. |
| | |

Os grandes brasões decorativos que vieram a cobrir alguns capacetes no final da Idade Média eram geralmente feitos de couro fervido, como o famoso exemplo pertencente ao Príncipe Negro e pendurado com outras "conquistas" sobre seu túmulo na Catedral de Canterbury. Seu escudo de madeira também tem os animais heráldicos aplicados em couro fervido.

## Exemplos de outros usos
Assim como os brasões nos capacetes, o couro fervido provavelmente era usado de forma escultural em vários contextos, sobre uma estrutura de madeira ou gesso quando necessário. Quando Henrique V da Inglaterra morreu na França, sua efígie em couro fervido foi colocada em cima de seu caixão para a viagem de volta à Inglaterra.
Um crucifixo quase em tamanho real nos Museus do Vaticano é feito de couro fervido sobre madeira. Ele é de especial interesse para os historiadores da arte porque foi feito em 1540 como uma réplica de um crucifixo em prata presenteado por Carlos Magno cerca de 740 anos antes; um objeto de grande interesse como possivelmente o primeiro da longa linha de crucifixos monumentais na arte ocidental. Em 1540, a prata original foi derretida para a fabricação de placas de igreja para substituir as que foram roubadas no Saque de Roma em 1527. Parece provável que o couro tenha sido moldado diretamente no original e é possível que o núcleo de madeira embaixo seja, na verdade, o original carolíngio, com o couro substituindo as folhas de prata originalmente colocadas sobre a madeira.
O couro fervido também foi empregado para encadernar livros, principalmente entre os séculos IX e XIV.  Outros usos incluem botas de cano alto para uso especialmente difícil, que eram chamadas de botas de postilhão na Inglaterra. Outro uso era para garrafas ou jarros grandes chamados "blackjacks", "bombards" ou "costerns". Há uma referência inglesa a esses objetos de 1373.

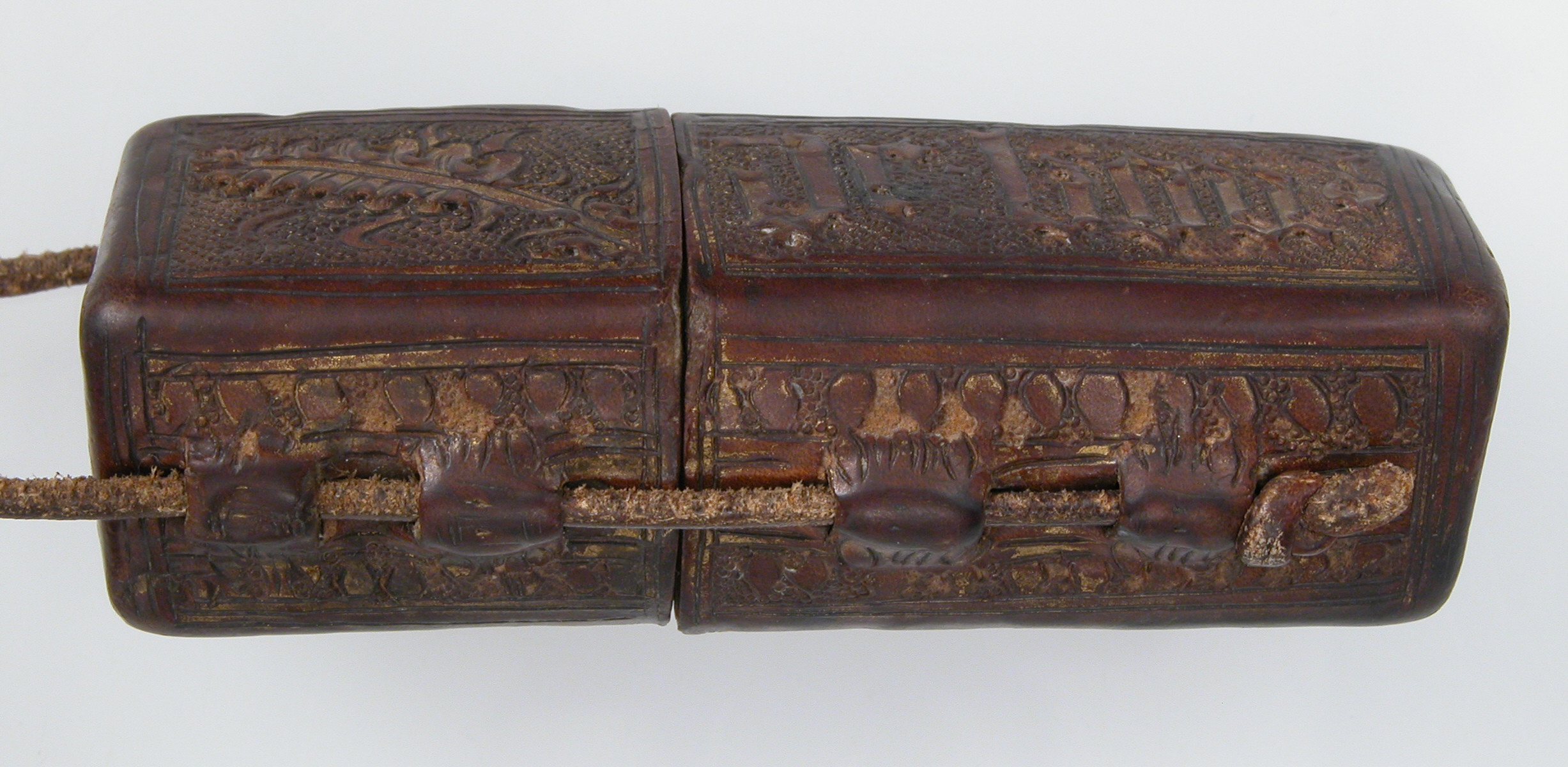
Estojo portátil para relicários, Francês, c. 1400, 12,6 cm de comprimento.
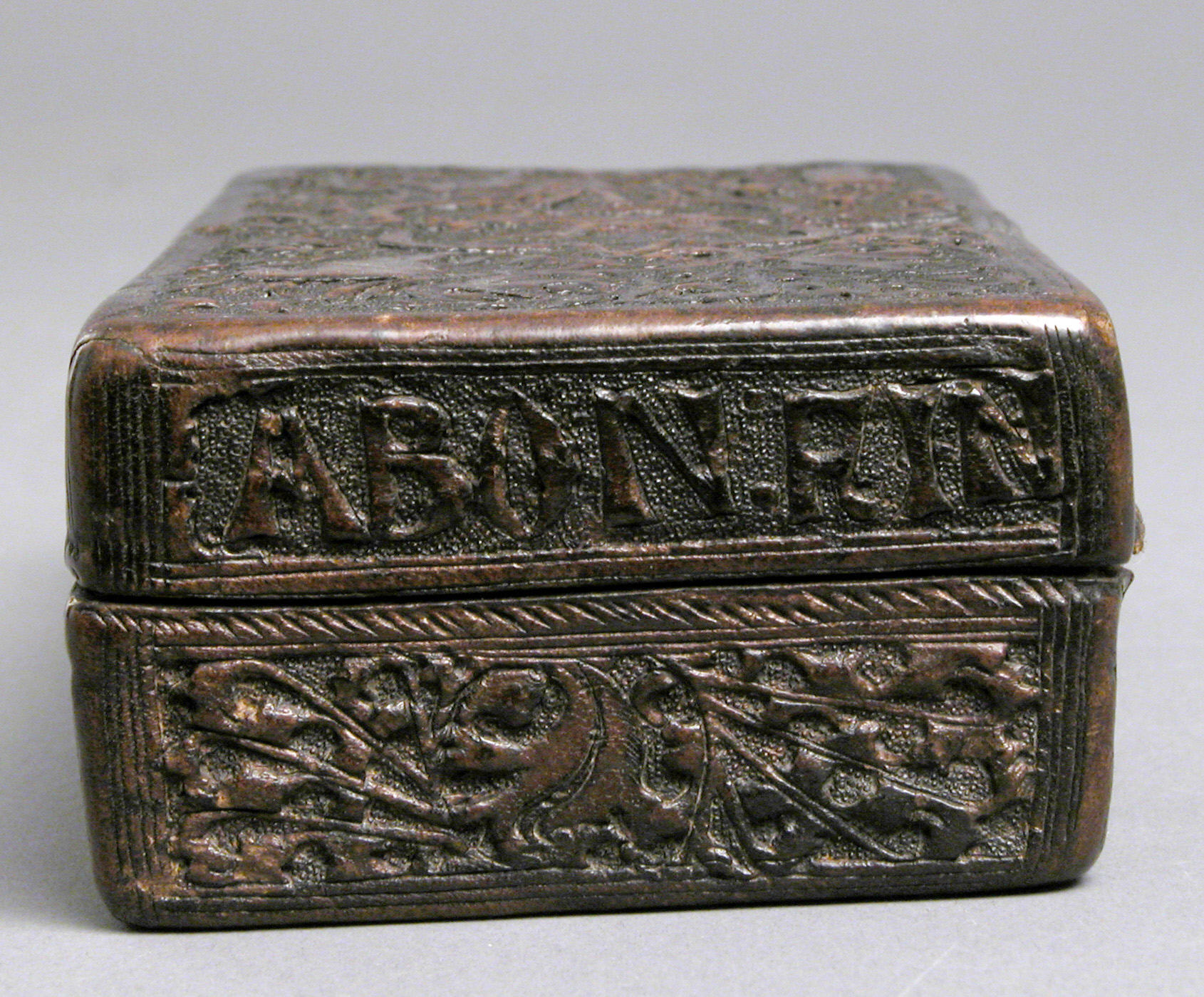
Caixa do final do século XV, 4 x 12 x 7,4 cm, Italiana. O interior é pintado.
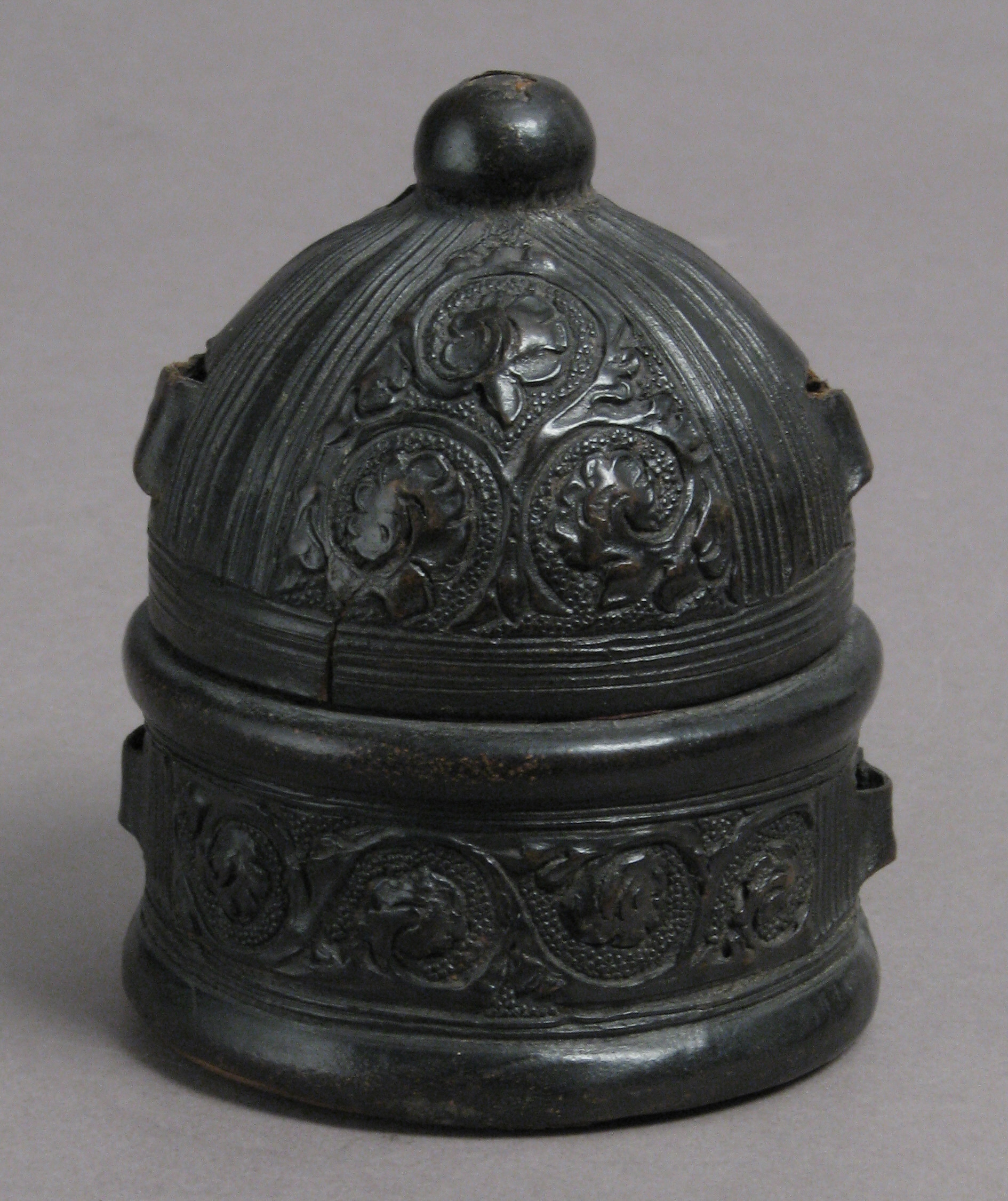
Caixa, provavelmente para tinta em pó, Italiana, século XV, interior de tecido e núcleo de madeira.
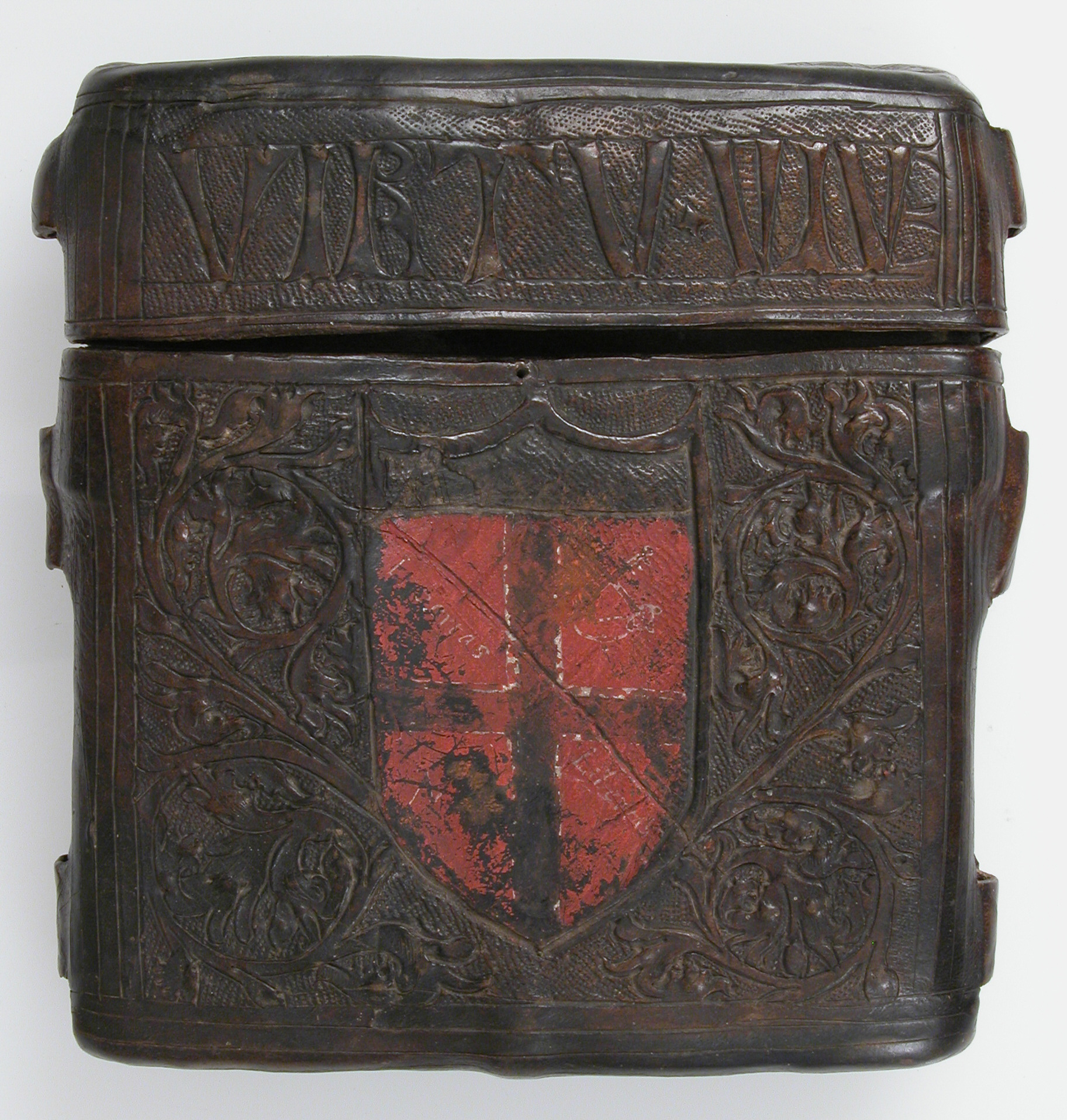
Estojo para livros, Italiano, século XV
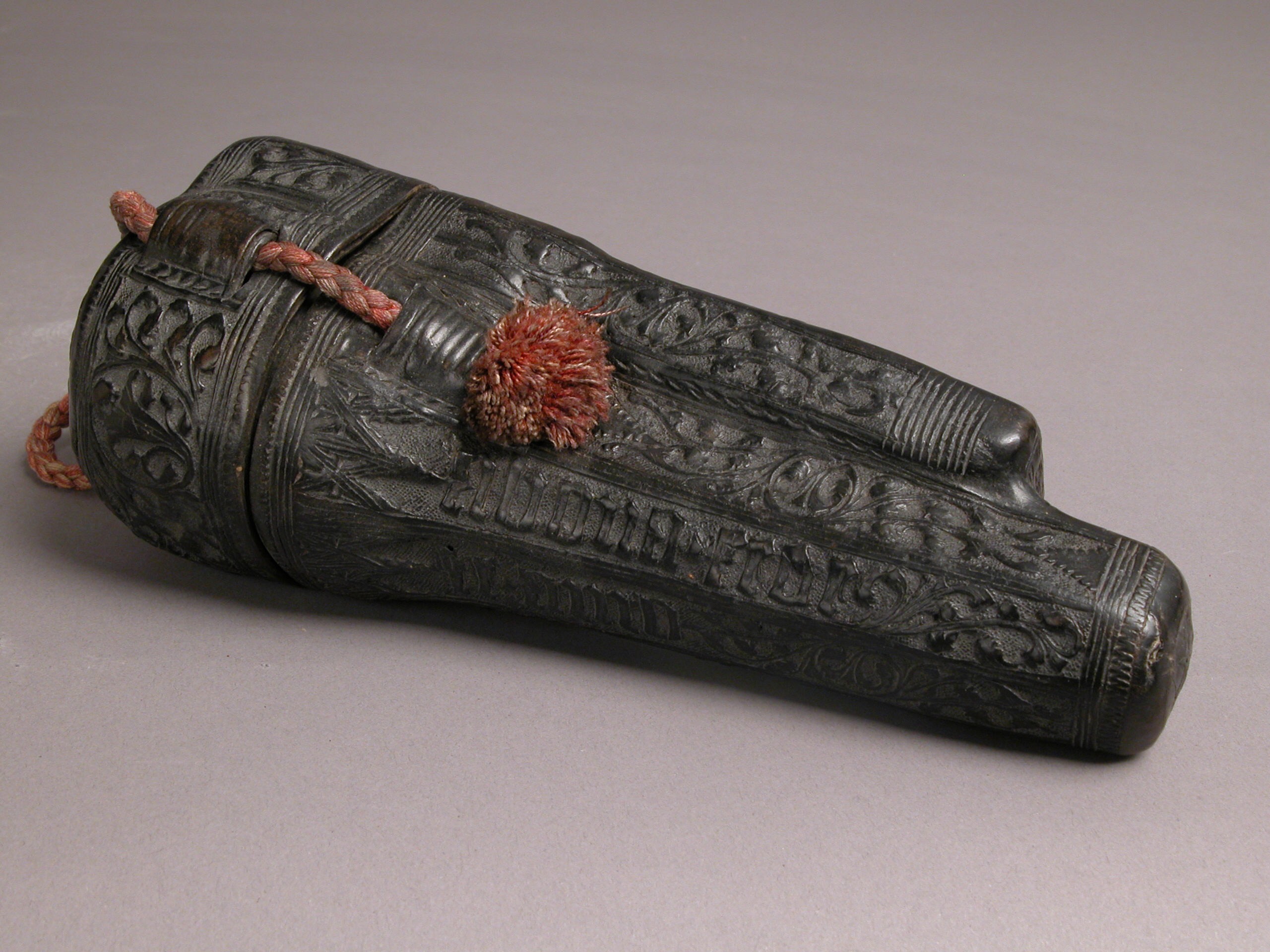
Etui com uma inscrição amorosa, 1450–1500, Italiano, 21 cm de comprimento.
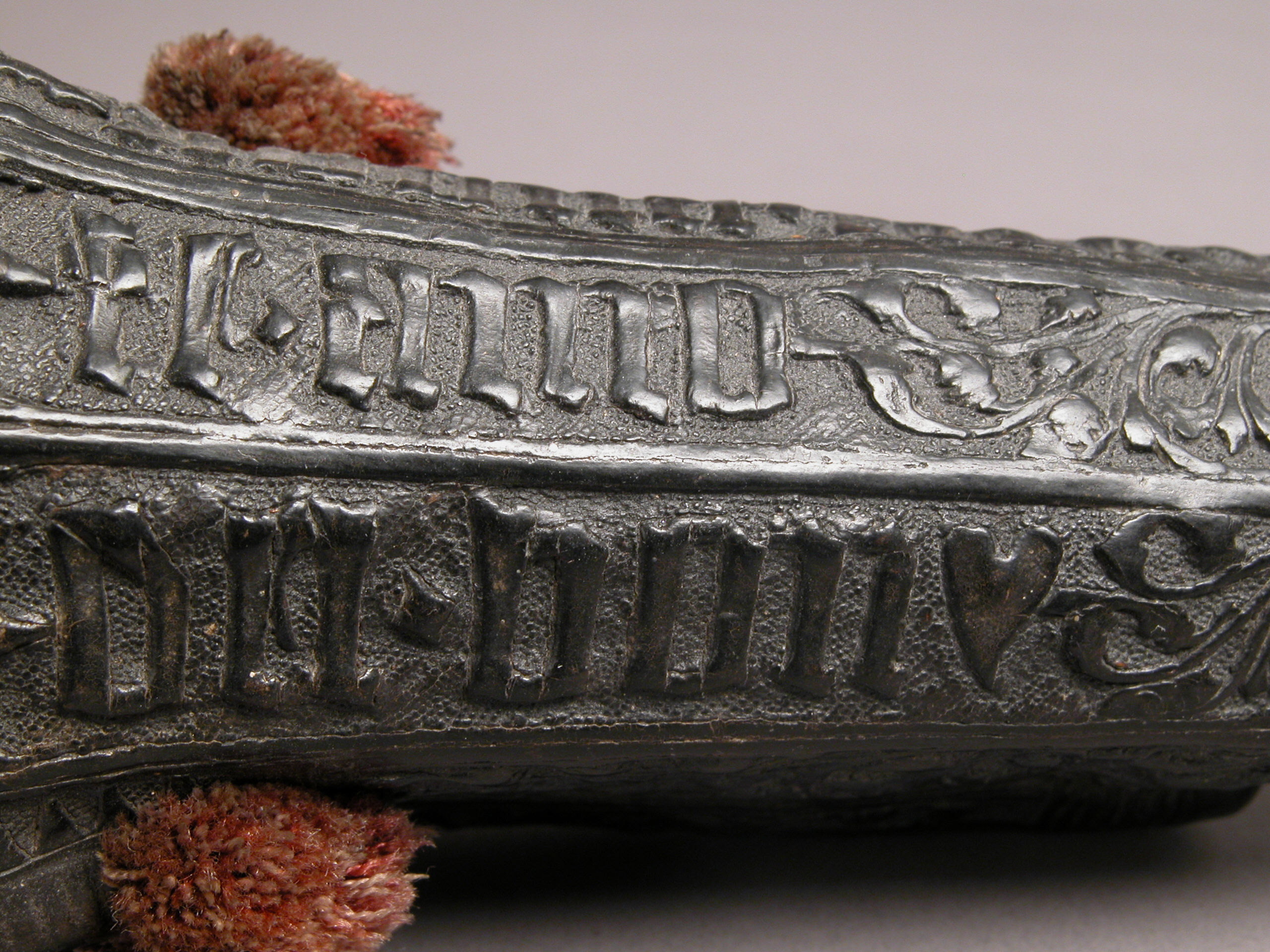
Detalhe da última. Essa peça tem um núcleo de madeira.
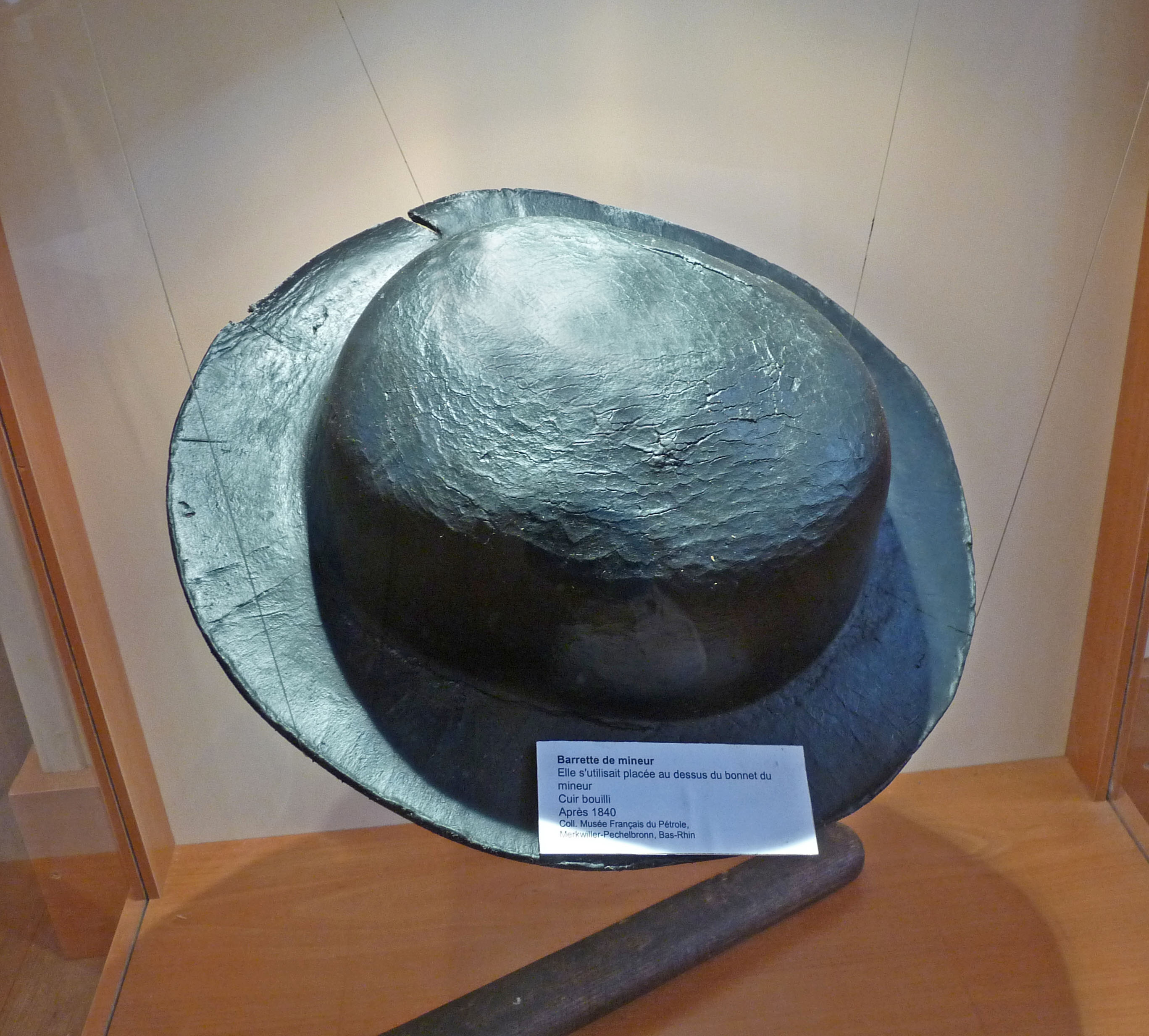
Chapéu de mineiro francês, depois de 1840.
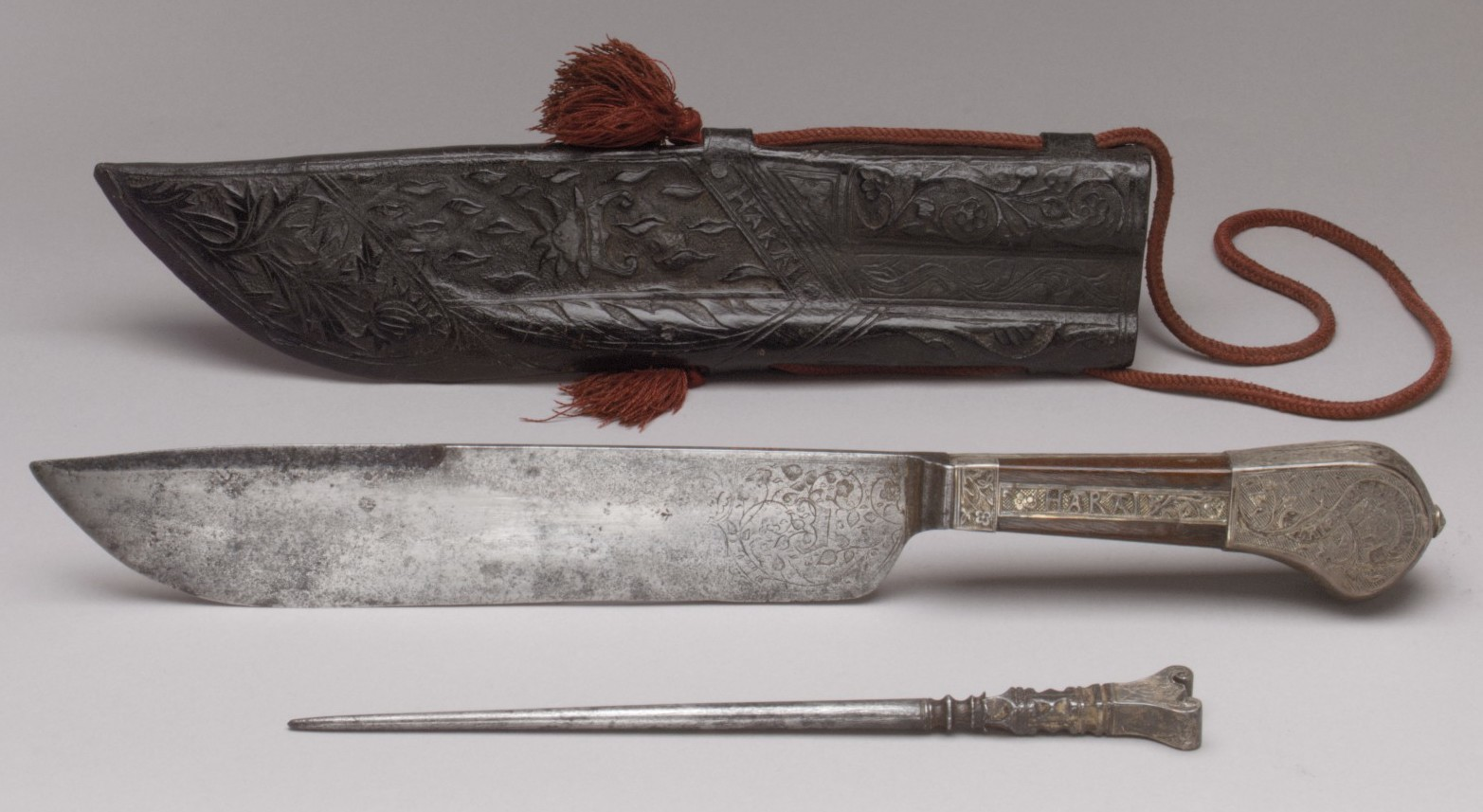
Faca de caça, afiador e bainha. Francês, c. 1880, como um conjunto falso do século XV.
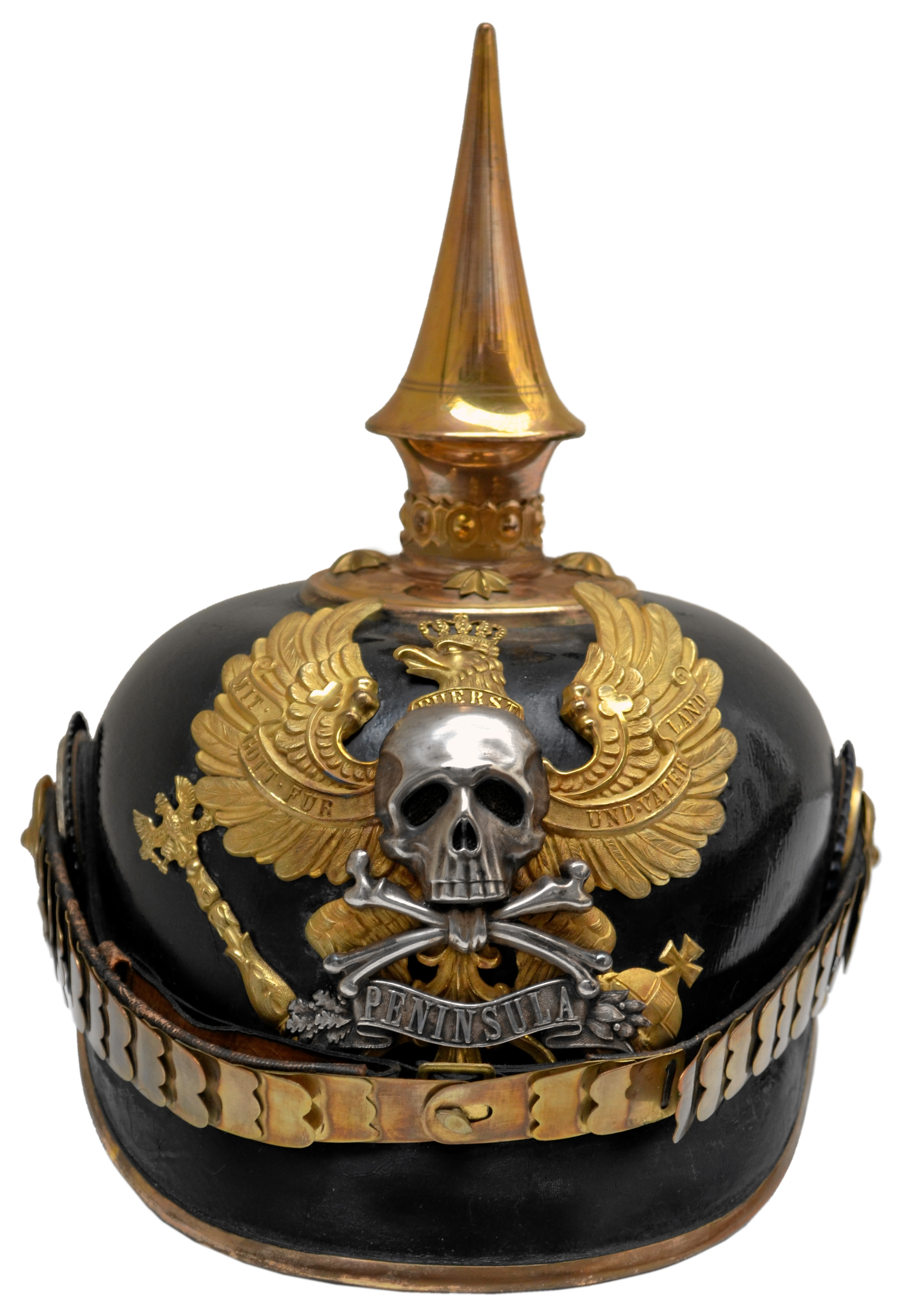
Regimento de Hussardos de Brunswick nº 17, Death's Head pickelhaube.
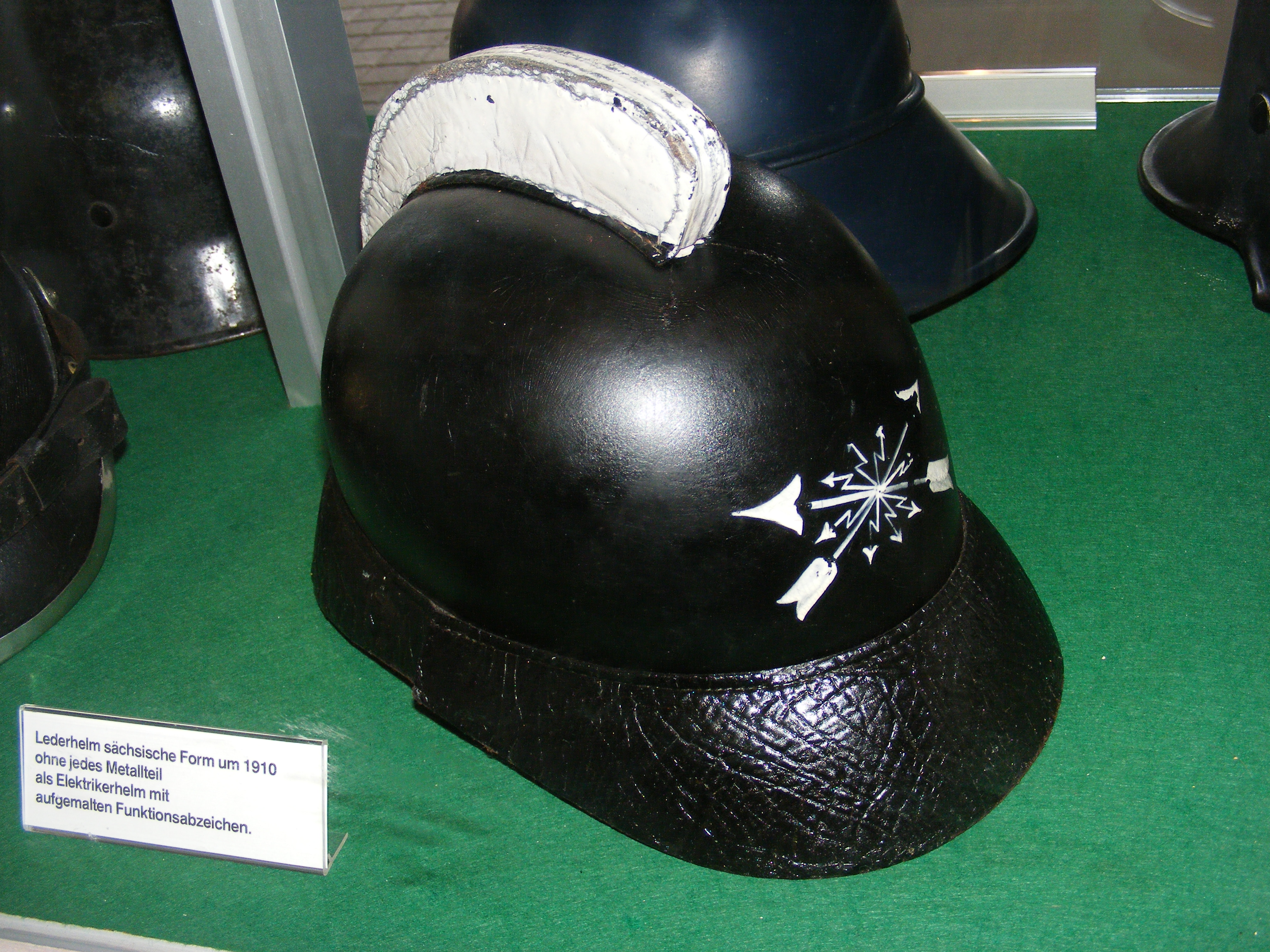
Capacete de bombeiro alemão (eletricista especializado), c. 1910, sem nenhuma parte metálica.

## Links Externos
- Water-hardened leather for armour
- Boiled leather in wax
- Cuir Bouilli/Hardened Leather FAQ Arquivado em 2007-08-23 no Wayback Machine